# Aranyarcú lombjáró
Az aranyarcú lombjáró (Setophaga chrysoparia) a madarak osztályának verébalakúak (Passeriformes) rendjébe és az újvilági poszátafélék (Parulidae) családjába tartozó faj.

## Rendszerezése
A fajt Philip Lutley Sclater és Osbert Salvin írták le 1861-ben, a Dendroeca nembe Dendroeca chrysoparia néven. Sokáig a Dendroica nembe sorolták Dendroica chrysoparia néven.

## Előfordulása
Az Amerikai Egyesült Államok déli részén, Texas államban költ. Telelni Mexikó déli részére, Guatemala, Honduras, Nicaragua és Salvador területére vonul. Kóborlásai során eljut Panamába és az Amerikai Virgin-szigetekre is.  Természetes élőhelyei a száraz erdők, mérsékelt övi erdők, lombhullató erdők, hegyi esőerdők és cserjések.

## Megjelenése
Testhossza 14 centiméter. Arcrésze sárga, fekete keretben, szemsávja, koronája, torka, nyaka és melle fekete, hasa fehér, néhány fekete csíkkal és egy vastag fekete csík fut végig mindkét oldalon. A szárnyai feketések, farok fekete, fehér külső tollakkal. A tojó és a fiatal, hasonló, mint a hím, kevésbé markáns színekkel.

## Életmódja
Szinte teljesen rovarokkal és más ízeltlábúakkal táplálkozik.

## Szaporodása
Fészekalja 3-4 tojásból áll, melyen a tojó kotlik 12 napig. A kirepülési idő, még 9 napig tart, ez alatt az időben a hím táplálja őket. A fiókák 4 hét múlva vállnak önállóvá.

## Természetvédelmi helyzete
Az elterjedési területe viszonylag kicsi, egyedszáma pedig csökken. A Természetvédelmi Világszövetség Vörös listáján veszélyeztetett fajként szerepel.